# 集英社ゲームズ
株式会社集英社ゲームズ（しゅうえいしゃゲームズ、英: SHUEISHA GAMES Inc.）は、東京都千代田区神田神保町に所在する、コンピュータゲームおよびボードゲームの制作会社。集英社の完全子会社。コンピュータエンターテインメント協会正会員。

## 沿革
集英社では2018年に「Google Play インディー ゲーム フェスティバル」に協賛したことをきっかけにゲーム開発者を支援する事業への関心が高まり、同イベントで「少年ジャンプ+賞」を受賞した作品のクリエイターとともに新作ゲームを制作する取り組みも行われた。そして、集英社が漫画業界で長年培ってきた新人の才能の発掘や支援のノウハウをゲームの分野でも生かすべく、2021年4月より、個人や少人数でゲームを制作するクリエイターの支援プロジェクト「集英社ゲームクリエイターズCAMP」が開始された。このプロジェクトは、過去にSCE JAPANスタジオで実施された同様の取り組みの「ゲームやろうぜ!」や「PlayStation C.A.M.P!」を担当していた小島英士や山本正美などに集英社の森通治が声がけして体制が構築された。
プロジェクトを進める中で、業務委託の最終的な決定権が集英社にあるため仕事をスムーズに進めづらいという問題が浮き彫りになり、また、出版社の単なる一事業と見られないためにも「ゲームのプロ組織」としてやっていく必要があるという思いが社員の中にあった。こうしたことから、ゲーム事業を別組織として集英社から切り離したほうが良いという判断に至り、2022年2月16日付で、集英社の100%出資の関連会社として集英社ゲームズが設立された。代表取締役は、集英社の代表取締役社長を務める廣野眞一が兼務している。
2022年12月、集英社の漫画作品を題材としたボードゲームのブランド「マンガボドゲ」を立ち上げた。これは当初の事業計画にはなかったもので、設立後に採用した社員が立案し、ヒット企画となった。
2023年11月、「集英社ゲームクリエイターズCAMP」の名称を「ゲームクリエイターズCAMP」に変更することが発表された。名称から「集英社」の文字が外れたが、運営は引き続き集英社が行っている。

## 作品

### コンピュータゲーム
「ゲームクリエイターズCAMP」の支援を受けて開発された、または開発中の作品。
発売済み作品のうち特記のないものは集英社ゲームズが発売元を担当。
- キャプテン・ベルベット・メテオ ジャンプ+異世界の"小"冒険（2022年7月28日発売）
- ONI - 空と風の哀歌（2023年3月9日発売、発売元：クラウディッドレパードエンタテインメント）
- ハテナの塔 -The Tower of Children-（2023年4月20日発売）
- SOULVARS（2023年6月27日発売）
- 都市伝説解体センター（2025年2月13日発売）
- OPUS: Prism Peak（2025年秋発売予定）
- UNYIELDER（2025年発売予定）
- シュレディンガーズ・コール（2026年発売予定）
- ATMOSFAR（2026年発売予定）
- NO STRAIGHT ROADS 2（2026年発売予定）
- 浮世/Ukiyo（発売時期未定）
- unVEIL the world アンベイル ザ ワールド（発売時期未定）
- PROJECT SURVIVAL（発売時期未定）
- ANTHEM＃9（発売時期未定）
- BAKUDO（発売時期未定）

### ボードゲーム
一部を除き、集英社の漫画作品を原作としている。
- ONE PIECE VIVRE RUSH（2022年12月19日発売）
- BLEACH 巻頭歌骨牌 SONGS OF THE SOUL（2022年12月19日発売）
- ならべるアニマル〜クセつよ動物園を作ろう！〜 ※2023年12月8日発売の雑誌「勉タメジャンプ 2024WINTER」の付録[10]。オリジナル作品。
- 同棲不動産（2023年12月21日発売）※「マーガレット」と「別冊マーガレット」の60周年を記念した作品で、両誌の漫画30作品からカップルが登場する[11]。
- ハイキュー!! 援!!（2023年12月21日発売）
- キミと青いヨルの（2024年4月27日発売）※2023年3月20日発売の週刊少年ジャンプ2023年16号に掲載された、マーダーミステリーが体験できる読切漫画『キミと青いヨルの』（原作：きださおり、漫画：宇佐崎しろ）のパッケージ版[12]。物語は雑誌版と同内容[13]。
- 呪術廻戦 呪霊逃走 -渋谷事変-（2024年5月23日発売）※2024年4月27日、28日開催の「ゲームマーケット2024春」で先行発売[12]。
- DEATH NOTE人狼（2024年12月24日発売）
- 僕のヒーローアカデミア YOUR BEST MEMORY（2024年12月24日発売）
- テニスの王子様 あぁんって言うゲーム（2024年12月24日発売）